# Ihor Britczenko
Ihor Hennadijowycz Britczenko (ukr. І́гор Генна́дійович Брі́тченко, ur. 30 czerwca 1970 w Doniecku) – doktor habilitowany nauk ekonomicznych, profesor, Akademik Akademii Nauk Ekonomicznych Ukrainy, magister teologii, akademik Międzynarodowej Akademii Nauk Teologicznych.

## Biografia
W 1998 r. obronił pracę kandydacką na temat: „Marketing bankowy: organizacja procesów inwestowania” w Instytucie Badań Ekonomiczno-Prawniczych Narodowej Akademii Nauk Ukrainy.
W 2005 r. obronił rozprawę doktorską z ekonomii na temat: „Kształtowanie i funkcjonowanie regionalnego marketingu bankowego” (specjalność: organizacja zarządzania, planowania i regulacja gospodarki) na Uniwersytecie Narodowym Ekonomii i Handlu im. M. Tugan-Baranowskiego w Doniecku.
Jest autorem ponad 400 prac naukowych, w tym 31 monografii (7 – pojedynczych, 11 – podręczników, w tym czterech pod pieczęcią Ministerstwa Edukacji i Nauki Ukrainy).
W 2005 roku został laureatem konkursu obwodowego „Najlepsza książka Donbasu” w nominacji „Ekonomika”;
W 2009 roku otrzymał specjalny Dyplom konkursu obwodowego „Najlepsza książka Donbasu” za istotny wniosek w rozwój teorii bankowości (Ukraina).
W 2013 roku został nagrodzony Dyplomem laureata obwodowego konkursu „Najlepsza książka Połtawszczyny” w nominacji „Najlepsze wydanie naukowe i podręczniki” za książkę „Ekonomiczne problemy rozwoju funkcji przedsiębiorczej w sektorach ekonomii gospodarki narodowej” Głównego urzędu informacyjnej i wewnętrznej polityki Połtawskiej i Państwowej Administracji Obwodowej (Ukraina).
Na Ukrainie pracował w instytucjach szkolnictwa wyższego w miastach: Donieck, Sumy, Połtawa, Kijów, Użhorod  na stanowiskach docenta oraz profesora różnych wydziałów, Kierownika Katedry Pieniądza i Kredytów, Katedry Ekonomii, Biznesu i Zarządzania, Katedry Finansów, Dyrektora Międzyregionalnego Instytutu Podwyższenia Kwalifikacji i Przekwalifikowania Specjalistów Połtawskiego Uniwersytetu Ekonomii i Handlu.
W latach 2015–2016 zatrudniony na stanowisku profesora nadzwyczajnego w Wyższej Szkole Biznesu – National Louis University, a od 2016 jako profesor nadzwyczajny w Państwowej Uczelni Zawodowej im. prof. Stanisława Tarnowskiego w Tarnobrzegu.

## Działalność naukowa

### Praca w redakcyjnych kolegiach następnych czasopism naukowych
- Biuletyn Naukowy Polesia (indeksowane w Web of Science) http://nvp.stu.cn.ua/
- Zbiór prac naukowych „Finanse, rachunkowość i audyt” Kijowskiego Narodowego Uniwersytetu Ekonomicznego im. Wadyma Hetmana[6]
- Zbiór prac naukowych „Działalność finansowa i kredytowa: problemy teorii i praktyki” (Web of Science)[7]
- Czasopismo naukowe „European Journal of Management Issues”[8]
- Scientific Journal of Varna Free University „Chernorizets Hrabar” (Republika Bułgaria)[9]
- Czasopismo naukowe VUZF REVIEW (Sofia, Bułgaria)[10]
- Journal of Scientific Papers "Social development & Security"[11]
- Profesjonalny zbiór prac naukowych Państwowej Wyższej Szkoły Lotniczej „Problemy podejścia systemowego w gospodarce”[12]
- Międzynarodowe czasopismo naukowe "Management & Economics Research Journal"[13]
- Międzynarodowe czasopismo naukowe "Political Science and Security Studies Journal"[14]
- Międzynarodowe czasopismo naukowe "Torun International Studies"[15]

### Monografie
- Банковский маркетинг: организация процессов инвестирования Донецк: ИЭПИ НАН Украины, 1997. – 200 с.
- Бизнес: путь к успеху Донецк: ДонГАУ, 1995. – 119 с.
- Системность банковского дела и реальный капитал Донецьк: ИЭПИ НАН Украины, – 1998. – 134 с.
- Макромаркетинг (поведение, реклама, администрирование) Донецк: ДонГУЭТ, ДонНУ, 2002. – 427 с. (Глава 1. Введение в макромаркетинг. – С. 5 – 50).
- Региональное банковское рынковедение (теория, методология, технология). Часть 1. Теория регионального банковского рынковедения. Донецк: ДонГУЭТ, 2002. – 122 с.
- Региональное банковское рынковедение (теория, методология, технология). Часть 2. Методология регионального банковского рынковедения. Донецк: ДонГУЭТ, 2003. – 106 с.
- Региональное банковское рынковедение (теория, методология, технология). Часть 3. Технология регионального банковского рынковедения. Донецк: ДонГУЭТ, 2003. – 126 с.
- Управление банковским рынковедением Донецк: ИЭПИ НАН Украины, ДонНУ, 2003. – 368 с.
- Региональные аспекты банковского рынковедения Донецк: ДонГУЭТ им. М. Туган-Барановского, 2003. – 291 с.
- Механізм оцінки і управління фінансовими ризиками підприємств Донецьк: ДонДУЕТ ім. М. Туган-Барановського, 2004. – 172 с.
- Стратегія забезпечення ефективного функціонування підприємств на фондовому ринку Донецьк: ДонДУЕТ ім. М. Туган-Барановського, 2005. – 234 с.
- Маркетинг менеджмент: новые решения Донецьк: ДонНУЕТ ім. М. Туган-Барановського, 2007. – 326 с.
- Інтегровані банківські послуги та конкурентоспроможність банківської системи Полтава: РВЦ ПУСКУ, 2008–315 с[16].
- Функціонування банківського сектору та кредитної кооперації: теорія і практика Полтава: РВЦ ПУЕТ, 2010–147 с[17].
- Клієнтела як інструмент визначення вартості комерційного банку Полтава: РВЦ ПУЕТ, 2011–270 с.
- Малий бізнес як фактор розвитку конкурентоспроможності регіону Полтава: ООО «Техсервіс», 2012. – 200 с.
- Економічні проблеми розвитку підприємницької функції в секторах економіки національного господарства Донецьк-Полтава: ООО «Техсервіс», 2012. – 640 с[18].
- Функціонування та розвиток регіональної банківської системи Полтава: РВВ ПУЕТ, 2012–211 с.
- Стратегічне управління конкурентоспроможністю: епістомологічні підходи та практична проблематика Полтава: ПУЕТ, 2013. – 307 с[19].
- Ефективність стратегічного управління підприємствами: сучасні проблеми та перспективи їх вирішення Полтава: ПУЕТ, 2013. – 204 с[20].
- Маркетинговые стратегии продвижения образовательных услуг в национальном интернет-пространстве Украины Полтава: ООО «Техсервіс», 2014–452 с[21].
- Перспективи інноваційного розвитку інфраструктури туристичної галузі Закарпатського регіону Теоретико-методологічні основи регулювання економічних процесів: від кризи до сталого розвитку: колект. моногр. / за заг. ред. О. В. Кендюхова.- К.: Вид-во «Центр навчальної літератури», 2015. – С. 132–138[22].
- Моделирование процессов устойчивого развития национальных социально-экономических систем // Сытник И.В,, Бритченко И.Г., Cтепочкин А.И. / Wyższa Szkoła Biznesu-National Louis University, г. Новый Сонч, Польша. – 2017 – 161 с[23].
- Development of small and medium enterprises: the EU and east-partnership countries experience/[Britchenko I., Polishchuk Ye. and all]/Edited by Igor Britchenko and Yevheniia Polishchuk: Wydawnictwo Państwowej Wyższej Szkoły Zawodowej im. prof. Stanisława Tarnowskiego w Tarnobrzegu, 2018. – P. 378[24].
- New trends in development of services in the modern economy/P. Machashtchik, I. Britchenko, T. Cherniavska/Tarnobrzeg: Wydawnictwo Państwowej Wyższej Szkoły Zawodowej im. prof. Stanisława Tarnowskiego w Tarnobrzegu, 2018. – 210 p[25].
- State regulation of the national currency exchange rate by gold and foreign currency reserve management/Britchenko Igor, Vlasenko Evhenii/Tarnobrzeg: Wydawnictwo Państwowej Wyższej Szkoły Zawodowej im. prof. Stanisława Tarnowskiego w Tarnobrzegu, 2018. – 185 p[26].
- Development the wholesale enterprises region through business process reengineering/Bezpartochnyi M., Britchenko I.//Transformational processes the development of economic systems in conditions of globalization: scientific bases, mechanisms, prospects/Edited by M. Bezpartochnyi. in 2 Vol./ISMA University. – Riga: «Landmark» SIA, 2018. – Vol. 1. – P. 10 – 23. ISBN 978-9984-891-04-0, ISSN 1877-0444.
- Reengineering business processes as a modern innovation of development wholesale enterprises region/Bezpartochnyi M., Britchenko I., Jarosz P.//Management of innovative development the economic entities/Edited by M. Bezpartochnyi, I. Britchenko/Wyższa Szkoła Społeczno-Gospodarcza w Przeworsku (Polska). – Nowy Sącz: Wydawnictwo i Drukarnia Nova Sandec, 2018. – P. 10 – 25. ISBN 978-83-65196-83-5[27]
- Economic diagnostics in ensuring of competitiveness the economic entities/Bezpartochnyi M., Britchenko I., Jarosz P.//Conceptual aspects management of competitiveness the economic entities: collective monograph/edited by M. Bezpartochnyi, I. Britchenko/Higher School of Social and Economic (Poland). – Przeworsk: WSGG, 2019. – P. 10 – 20. ISBN 978-83-937354-1-9[28]
- Information environment of international marketing/Kolbushkin U., Shevchenko A., Britchenko I.//Conceptual aspects management of competitiveness the economic entities: collective monograph/edited by M. Bezpartochnyi, I. Britchenko/Higher School of Social and Economic (Poland). – Przeworsk: WSGG, 2019. – P. 85 – 93. ISBN 978-83-937354-1-9[29]

### Podręczniki
- Бизнес – гибкие инструментарии (базовый пакет курсов самообучения) Донецк: ДонГАУ, 1996. – 68 с.
- Основи економічної теорії: дидактичний матеріал для вивичення та самоконтролю знань Луганськ: ЛДПУ ім. Тараса Шевченка, 2000. – 184с.
- Marketing Management организации: потенциал и система: Учебное пособие Донецк: ДонНУ, 2001. – 279 с.
- Основы маркетингового управления (|макромаркетинга) Донецьк: ДонНУ, 2004. – 453 с. (Рекомендовано МОН України)
- Банковское рынковедение: Учебное пособие Донецк: ДонГУЭТ, 2004. – 547 с. (Рекомендовано МОН України)
- Економіка малого бізнесу Донецьк: ДонГУЭТ, 2006. – 86 с.
- Економічний аналіз Суми: УАБС НБУ, 2006. – 140 с.
- Маркетинг у банках: Навчальний посібник Полтава: РВЦ ПУСКУ, 2008–345 с. (Рекомендовано МОН України)
- Маркетинг у банку: Навчальний посібник для самостійної роботи за кредитно-модульною системою Київ: КНЕУ, 2010 −474 с. (Рекомендовано МОН України)
- Сучасні технології навчання у вищій школі Полтава: ПУЕТ, 2013. – 309 с.
- Контролінг Рівне: Волинські обереги, 2015. – 280 с.
- Economic theory: textbook//Illia Dmytriiev, Igor Britchenko, Yaroslava Levchenko, Olena Shershenyuk, Maksym Bezpartochnyi. – Sofia: Professor Marin Drinov Publishing House of BAS, 2020. – 216 p. ISBN 978-619-245-074-8

## Nagrody
- Certyfikaty honorowe wyższych uczelni Ukrainy;
- Certyfikat Honorowy Ministerstwa Edukacji i Nauki Ukrainy (2008);
- Certyfikat Honorowy Komitetu Wykonawczego Rady Miasta Połtawy (2012);
- Certyfikat honorowy Zakarpackiej Rady Regionalnej za znaczący wkład we wdrażanie polityki państwa w dziedzinie edukacji narodowej, osiągnięcia w dziedzinie edukacji i wychowania młodego pokolenia, wysokie umiejętności zawodowe, staranną pracę (2012);
- Certyfikat Honorowy Narodowego Banku Ukrainy (2015);
- Dyplom honorowy Bułgarskiej Akademii Nauk za zasługi i wkład w rozwój i współpracę między Bułgarią a Ukrainą w dziedzinie nauk ekonomicznych (2015);
- Order „Za rozwój edukacji” Stowarzyszenia Instytucji Edukacyjnych Ukrainy Prywatnej Formy Własności (2014);
- Order Ukraińskiego Kościoła Prawosławnego „Jerzy Zwycięzca II stopnia” (2015);
- Medal Ukraińskiego Kościoła Autokefalicznego „Nestor kronikarz” (2016);
- Order „Archanioł Michał” Ukraińskiego Autokefalicznego Kościoła Prawosławnego (2017)[30];
- Certyfikat Honorowy Związku Ekonomistów Ukrainy (2017);
- Wyróżnienie International Police Corporation „Za współpracę międzynarodową” (2018);
- Wyróżnienie ukraińskiej sekcji Międzynarodowego Stowarzyszenia Policji „Za odwagę i profesjonalizm” I stopnia (2018);
- Order „Augustyna Voloshina” I stopnia (2019)[31];
- Certyfikat honorowy od Zakarpackiej Regionalnej Administracji Państwowej (2019);
- Odznaka Ministerstwa Edukacji i Nauki Ukrainy „Doskonałość w edukacji” nr 245-к z dnia 05.06.2019;
- Medal Ukraińskiego Kościoła Prawosławnego „Równi Apostołowie Cyryla i Metodego” I stopnia (2019);
- Nagroda Zakarpackiej Rady Wojewódzkiej i Zakarpackiej Regionalnej Administracji Państwowej Ukrainy „Za rozwój Zakarpacia” nr 13-СП z dnia 18.05.2020;
- Odznaka Ministerstwa Edukacji i Nauki Ukrainy „Za osiągnięcia naukowe i dydaktyczne” nr 37-K z dnia 03.03.2020 r. (Najwyższa nagroda Ministerstwa Edukacji i Nauki Ukrainy);
- Medal Ukraińskiej Cerkwi Prawosławnej „Apostoł Ukrainy Andrzej Pierwozwany” I st. (2020);
- Nagroda za wkład w rozwój Wyższej Szkoły Ubezpieczeń i Finansów (VUZF), Sofia, Bułgaria (3 listopada 2020).

## Literatura i źródła
- Брітченко Ігор Геннадійович Каталоги – НБУВ Національна бібліотека України імені В. І. Вернадського . www.irbis-nbuv.gov.ua.
- Бритченко Ігор Геннадійович – Енциклопедія Сучасної України . esu.com.ua.
- Брітченко І. Г. Web ІРБІС. korolenko.kharkov.com.
- Брітченко Ігор Геннадійович Elektroniczne repozytorium Użgorodzkiego Uniwersytetu Narodowego
- Брітченко Ігор Геннадійович Чернiгiвська обласна унiверсальна наукова бiблiотека iм. В. Г. Короленка https://web.archive.org/web/20160405155818/http://library.kr.ua/elib/britchenko/index.html